# Ennis, Texas
Ennis là một thành phố thuộc quận Ellis, tiểu bang Texas, Hoa Kỳ. Năm 2010, dân số của xã này là 18513 người.

## Dân số
- Dân số năm 2000: 16045 người.
- Dân số năm 2010: 18513 người.